# Egas Moniz II de Ribadouro
Egas Moniz II de Ribadouro (antes de 1081 - antes de 1097) foi um nobre medieval do Condado Portucalense.

## Biografia
Egas era filho de Monio Viegas II de Ribadouro, irmão do então senhor de Ribadouro e chefe da família , Ermígio Viegas I de Ribadouro. A sua mãe, Unisco Trastamires, é de origem incerta. 
Egas e os seus irmãos eram provavelmente padroeiros do Mosteiro de Pendorada, fundado pelo seu pai e pelo tio, e que se comprova por um documento de 1123 onde se refere que o padroado do mosteiro é dos descendentes de Monio Viegas e Ermigio Viegas. Além disso parece surgir também, em 1092, como padroeiro do Mosteiro de Santo Tirso, como Egas Nunes.
De uma família padroeira, desposou Maiorina Florences, também padroeira, desta feita do Mosteiro de Valpedre, e sua parente, dado que era filha de Sarracina Soares, prima co-irmã da sua avó paterna Toda Ermiges da Maia.
Egas parece ter ganho uma grande afeição por uma das suas irmãs, Ermesinda Moniz de Ribadouro. Provavelmente por vários serviços que lhe havia prestado e bens que lhe doara, Egas, antes de 1081, doa um terço deles ao Mosteiro de Pendorada e o restante é devolvido a Ermesinda, sob condição de, se falecesse com descendência, estes bens deveriam reverter às sobrinhas, filhas de Egas, que confiara também à tutela da irmã. Sabe-se que em 1081 Egas introduziu algumas alterações ao seu testamentoː os dois terços dos seus bens reverteriam antes para a sua viúva, mas se esta casasse de novo, estes então reverteriam para Ermesinda e as filhas dele.
Egas faleceu antes de 1097, pois nesse ano cumprem-se as vontades do seu testamento.

## Casamento e descendência
Da sua esposa, Maiorina Florences, Egas teve a seguinte descendênciaː
- Ermesinda Viegas de Ribadouro[4] (antes de 1097-depois de 1166)[3]
- Boa Viegas de Ribadouro (antes de 1122-depois de 1125)[3] desposou Paio Soares de Grijó.[4]